# 최준식
최준식(崔準植, 1994년 5월 19일 ~ )은 대한민국의 야구 선수이다.

## 출신 학교
- 배재중학교
- 경기고등학교

## 등번호
- 57 (2013)
- 035 (2016~2017)
- 23 (2018~2019)